# Okrutne morze (film)
Okrutne morze (ang. The Cruel Sea) – brytyjski dramat wojenny z 1953 roku w reżyserii Charlesa Frenda. Adaptacja powieści Nicholasa Monsarrata pod tym samym tytułem.
Zdjęcia kręcono w bazie brytyjskiej marynarki wojennej HMNB Devonport w Plymouth.

## Fabuła
II wojna światowa. Dowódca okrętu USS Compass Rose, kapitan Ericson, dostaje zadanie eskortowania konwoju, zagrożonego atakiem niemieckich łodzi podwodnych (U-Bootów).

## Obsada
- Jack Hawkins: Ericson
- Donald Sinden: Lockhart
- John Stratton: Ferraby
- Denholm Elliott: Morell
- John Warner: Baker
- Stanley Baker: Bennett
- Bruce Seton: Tallow
- Liam Redmond: Watts
- Virginia McKenna: Julie Hallam
- Moira Lister: Elaine Morell
- June Thorburn: Doris Ferraby
- Megs Jenkins: Tallows Schwester
- Meredith Edwards: Yeoman Wells
- Glyn Houston: Phillips
- Alec McCowen: Tonbridge
- Leo Phillips: Wainwright
- Dafydd Havard: Signalmann Rose
- Fred Griffiths: Gracey
- Laurence Hardy: Sellars
- Sam Kydd: Carslake
- John Singer: Gray
- Barry Steele: Broughton
- Gerard Heinz: polski kapitan
- Gerik Schjelderup: norweski kapitan
- Gaston Richer: francuski kapitan
- Andrew Cruickshank: Scott Brown
- Barry Letts: Raikes
- Harold Goodwin: operator sonaru
- Don Sharp: komandor porucznik[2]

## Nagrody i wyróżnienia
- 1954 - nominacja do Oscara w kategorii najlepszy scenariusz (Eric Ambler)
- 1954 - nominacja do BAFTY w kategoriach:
  - Najlepszy film brytyjski
  - Najlepszy film z jakiegokolwiek źródła
  - Najlepszy aktor brytyjski (Jack Hawkins)[3]